# Ryangchonsa
Le temple bouddhiste Ryangchon (coréen : 량천사 ; hanja : 梁泉寺) est situé à Rakchol-li dans l'arrondissement de Kowon, province du Hamgyong du Sud en Corée du Nord.
Le temple se compose de trois bâtiments: la salle Taeung, le pavillon Manse et la salle Muryangsu qui ont tous été construits en 753. La salle Taeung a été reconstruite en 1636 et le pavillon Manse a été reconstruit en 1729. Le pavillon Manse est le plus grand des trois. La salle Taeung comprend des peintures individuelles; le plafond incliné montre une représentation de danse de cour.
Le temple est représenté sur un timbre émis par la Corée du Nord en 2003.